# Aeropuerto Internacional Teniente Luis Candelaria
El Aeropuerto Internacional San Carlos de Bariloche Teniente Luis Candelaria (IATA: BRC - OACI: SAZS) se encuentra en San Carlos de Bariloche, en el oeste de la provincia de Río Negro, Argentina.
Lleva el nombre del Tte. Luis C. Candelaria del Ejército Argentino que el 13 de abril de 1918 cruza por 1.ª vez en aeroplano la Cordillera de los Andes, en un Morane Saulnier Parasol, de 80 hp; uniendo Zapala (provincia del Neuquén) con Cunco en Chile, en 2:30 h, 230 km a 4.100 m s. n. m.
Actualmente es base operativa de medios aéreos del Plan Nacional de Manejo del Fuego.

## Historia
Las obras comenzaron en 1952 en el marco del Segundo Plan Quinquenal, durante el gobierno de Juan Domingo Perón, siendo finalizado en 1954. Durante la década de 1980 sufrió el deterioro de su pista debido a la falta de mantenimiento y escasez de inversiones. Fue privatizada en la década de 1990, lo que permitió atraer inversiones. En 2012 el aeropuerto fue remodelado a nuevo, dotandolo con modernos sistemas de señalización, balizas y tecnología de primera línea, además de la modernización del edificio central, atención de pasajeros y carga, y la ampliación de su pista de aterrizaje-despegue.

## Información general
El aeropuerto internacional Teniente Luis Candelaria se encuentra 13 km al este de la Ciudad de San Carlos de Bariloche. Se lo considera la puerta de acceso a la región de los lagos andinos patagónicos. Está ubicado al margen sudeste del Lago Nahuel Huapi, cerca de la frontera de la Argentina con Chile.
Administrador y Explotador: Aeropuertos Argentina 2000
Dirección: Ruta Provincial N.º 80 S/N.º - (8400) San Carlos de Bariloche; Argentina
Teléfono informes: (54 2944) 40 5016
Categoría OACI: 4E
Área total del predio: 1810 ha
Aeroestación: 12.000 m²
Pistas:
Pista 1: 11/29 2348 m x 48 m. (Asf.)
Ciudades que sirve: San Carlos de Bariloche, Villa la Angostura, El Bolson
Transporte: Remises (taxi diferencial), taxis y buses urbanos
Comodidades: Teléfonos públicos y acceso a internet Wi-Fi.
Observaciones:
Habilitado vuelo nocturno

## Aerolíneas y destinos

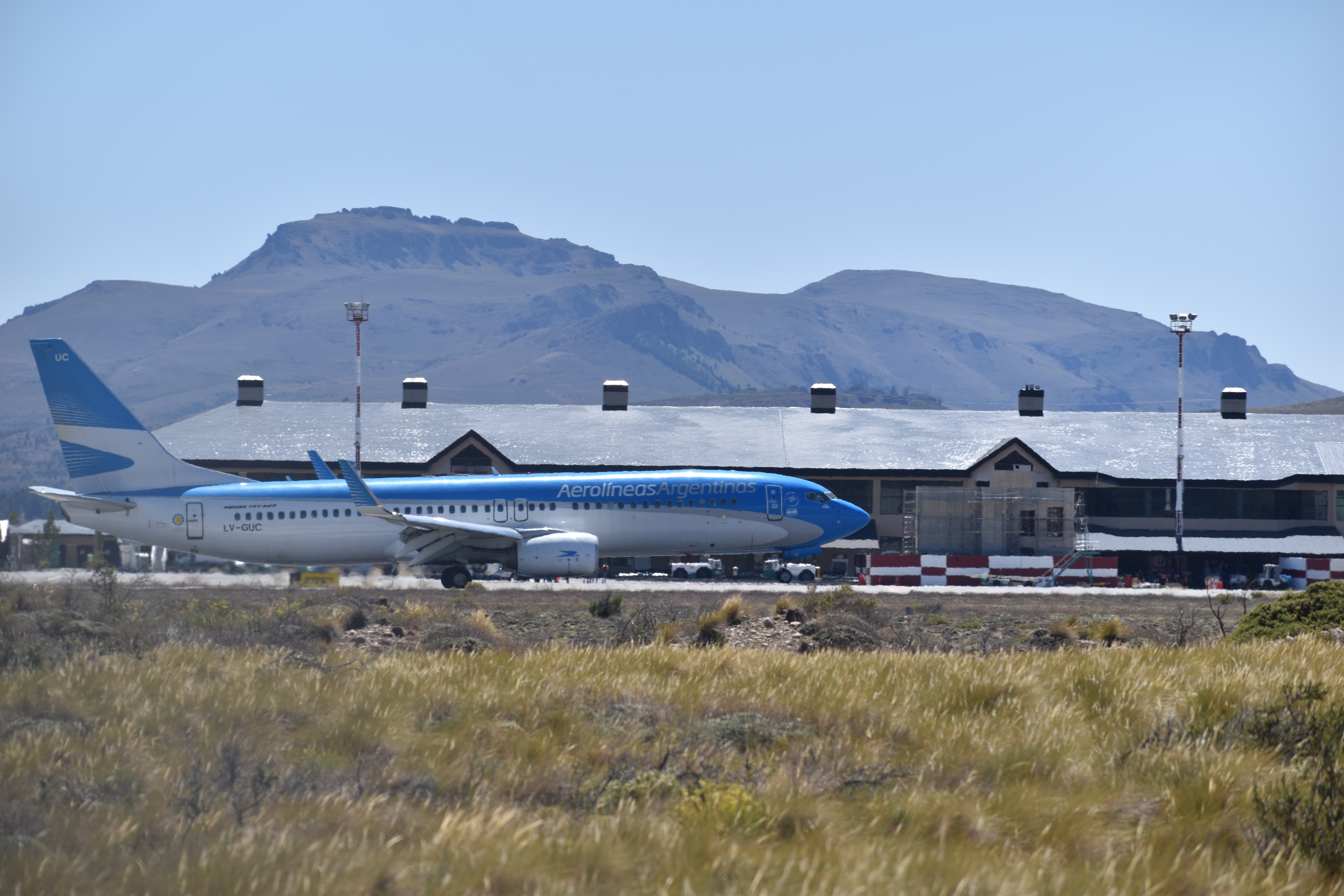
737-800 de Aerolíneas Argentinas.

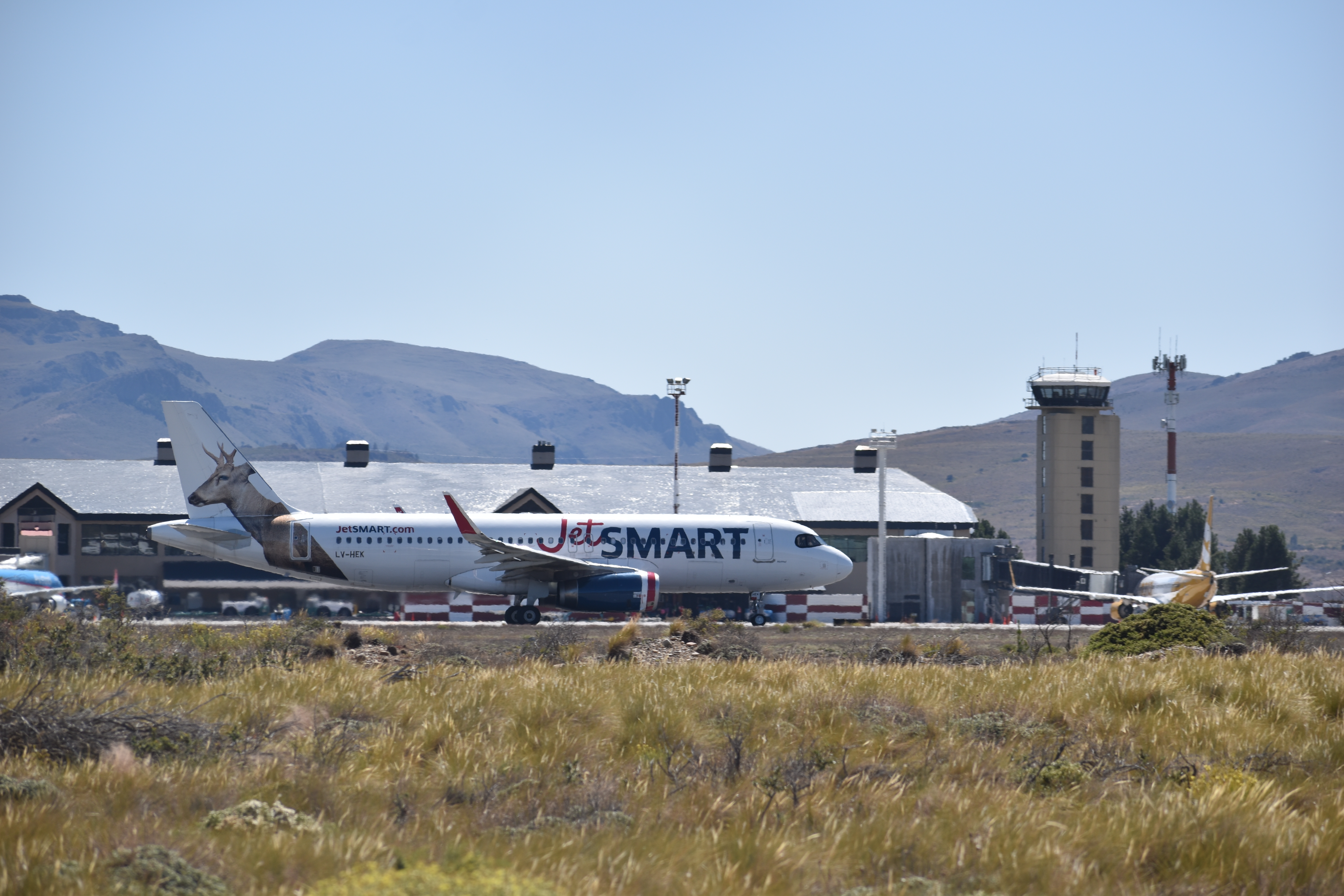
A320-200 de JetSMART Argentina y atrás un 737-800 de Flybondi.

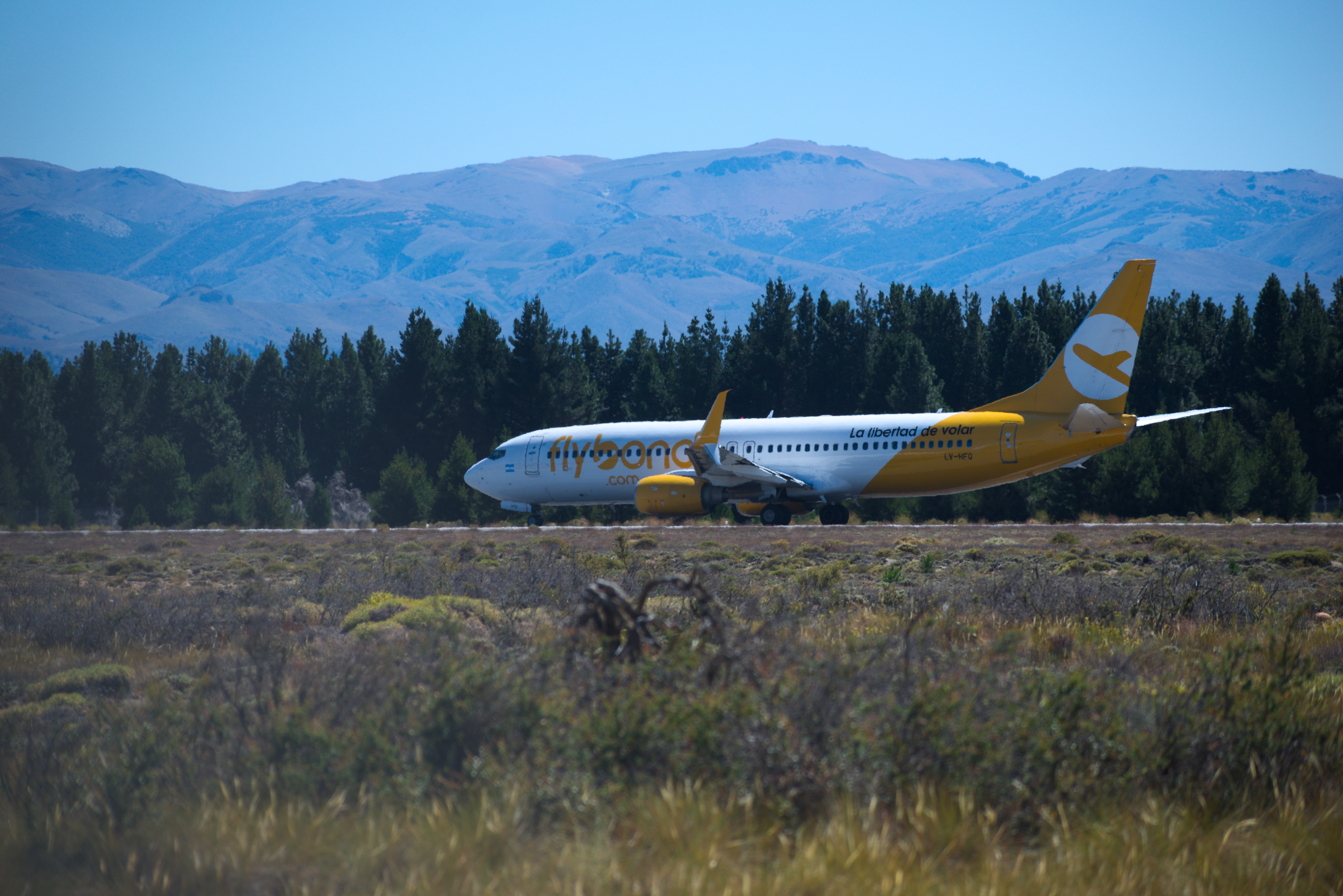
737-8BK de Flybondi preparándose a despegar.

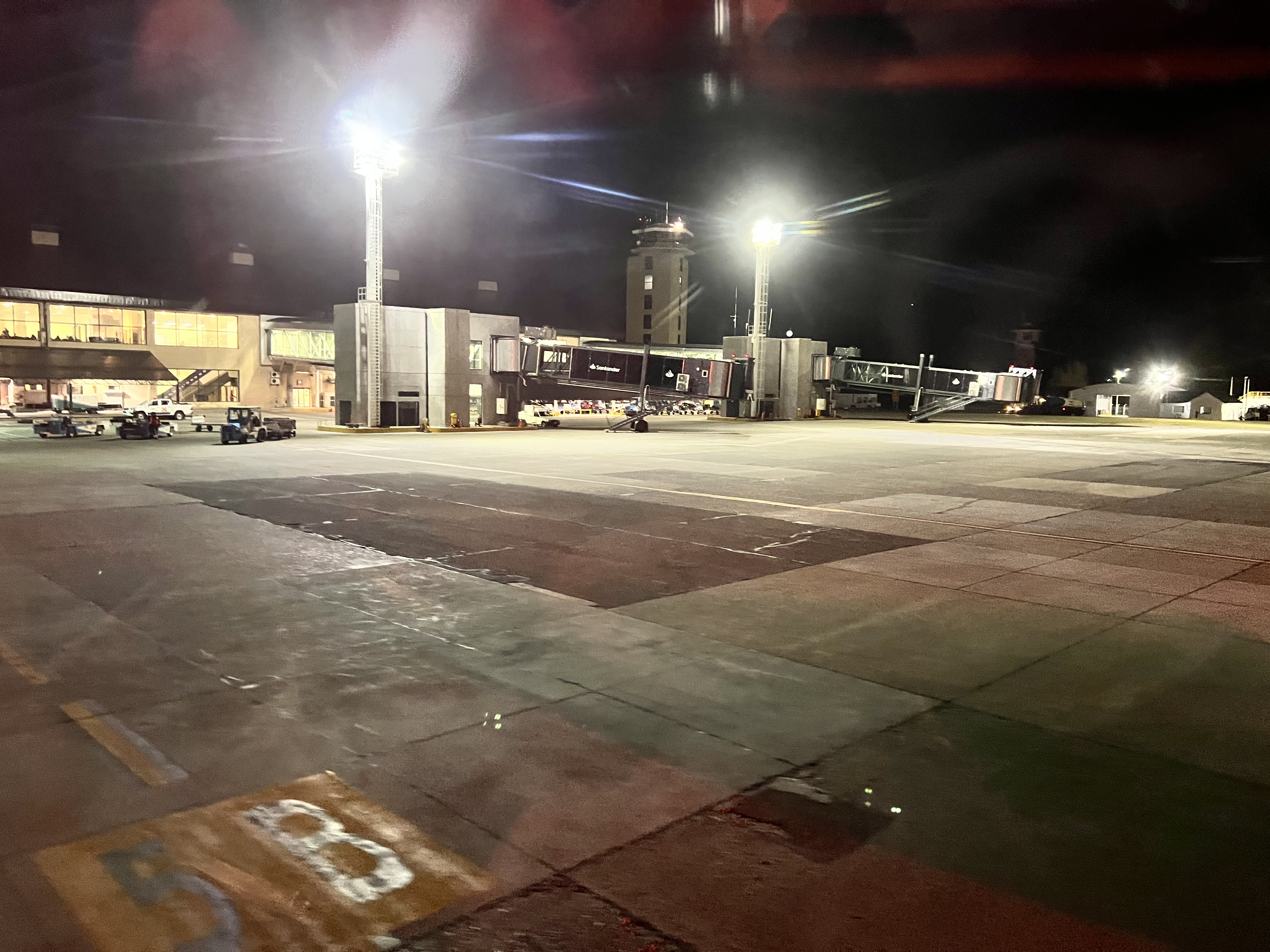
Vista nocturna del aeropuerto.

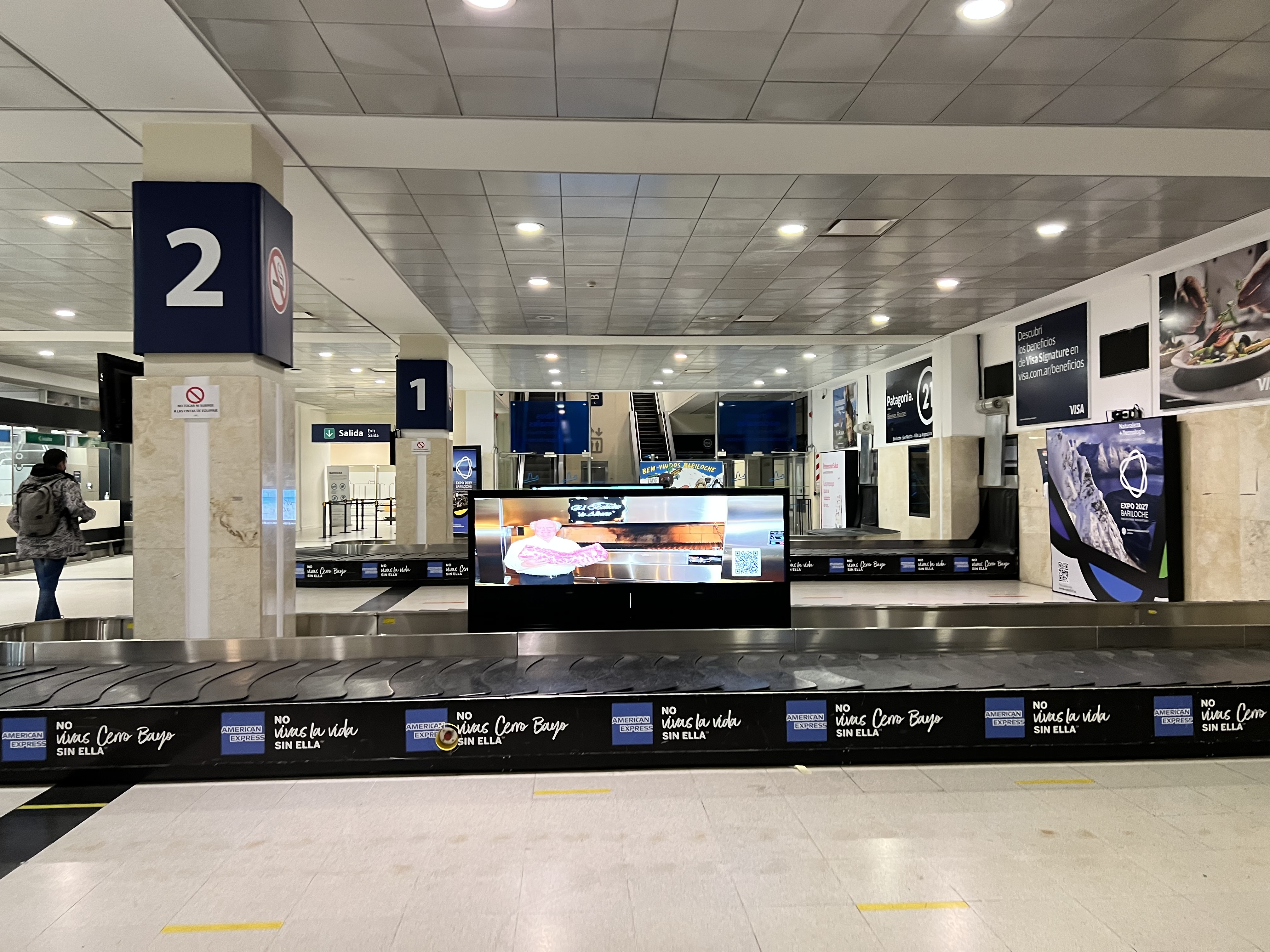
Bandas de reclamo de equipaje del aeropuerto.

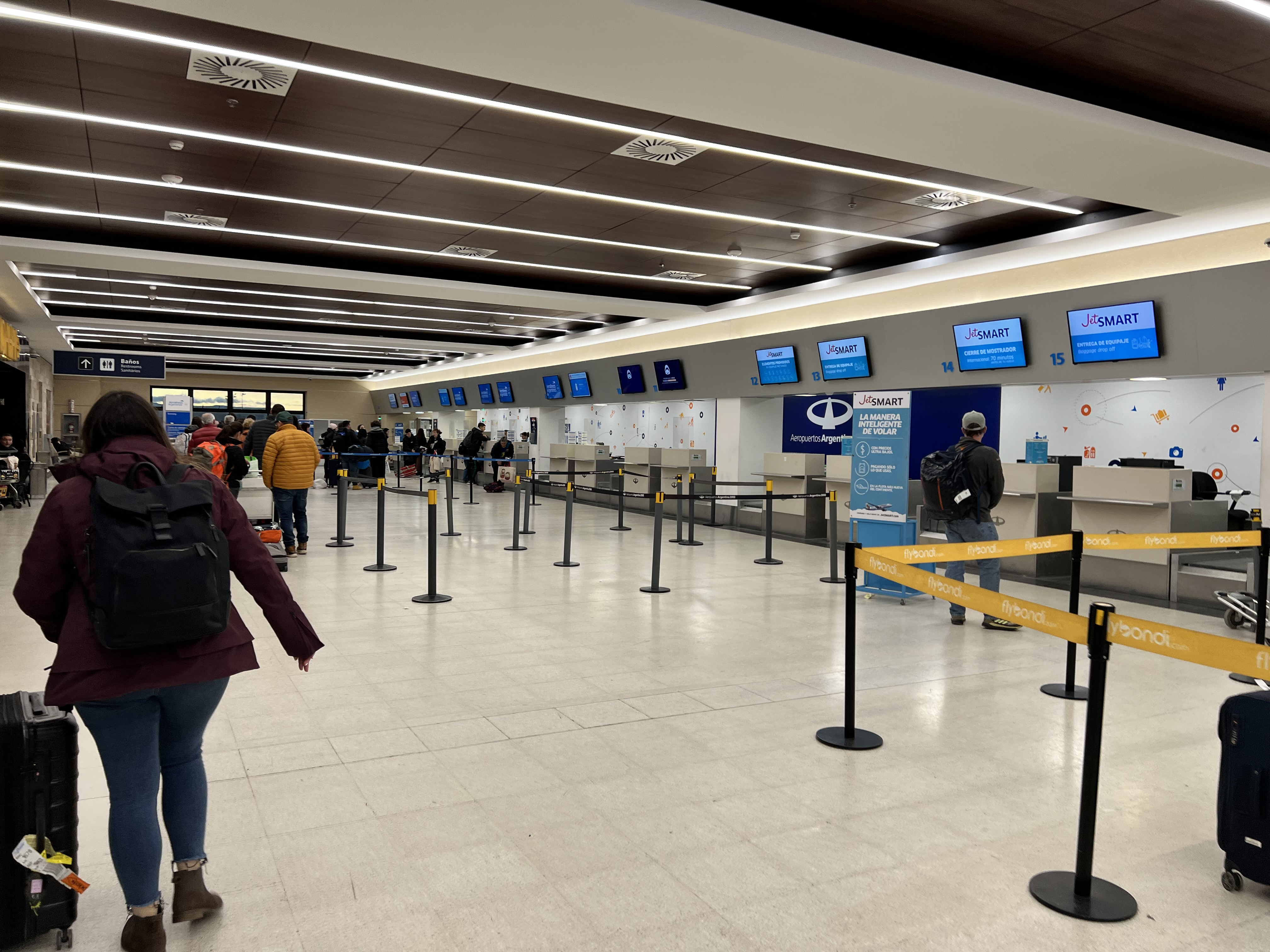
Mostradores de documentación del aeropuerto.

### Pasajeros
| Aerolíneas                     | Destinos |
| ------------------------------ | --- |
| Aerolíneas Argentinas          | Buenos Aires-Aeroparque, Buenos Aires-Ezeiza, Córdoba, Mendoza, Rosario Estacional: El Calafate, São Paulo–Guarulhos |
| Azul Linhas Aereas Brasileiras | Estacional: Belo Horizonte, Campinas, Porto Alegre                                                                   |
| Flybondi                       | Buenos Aires-Aeroparque, Buenos Aires-Ezeiza, Córdoba                                                                |
| Gol Transportes Aéreos         | Estacional: São Paulo–Guarulhos                                                                                      |
| JetSMART Argentina             | Buenos Aires-Aeroparque, Buenos Aires-Ezeiza, Mendoza                                                                |
| LADE                           | Bahía Blanca, Buenos Aires–Aeroparque, Mar del Plata                                                                 |
| LATAM Brasil                   | Estacional: São Paulo–Guarulhos                                                                                      |
| Sky Airline                    | Estacional: Santiago de Chile                                                                                        |

### Destinos nacionales
| Destinos regulares | Nombre del aeropuerto                                   | Aerolíneas                                                                   | Avión                                            | Frecuencias semanales                   |
| ------------------ | ------------------------------------------------------- | ---------------------------------------------------------------------------- | ------------------------------------------------ | --------------------------------------- |
| Argentina          |                                                         |                                                                              |                                                  |                                         |
| Bahía Blanca       | Aeropuerto Comandante Espora                            | LADE                                                                         | F28                                              | 1                                       |
| Buenos Aires       | Aeroparque Jorge Newbery                                | Aerolíneas Argentinas / Flybondi / JetSMART Argentina / LADE (Vía MDQ y BHI) | B738, B38M, E190 / B738 A320 / A320neo / A321neo | 74 (100-150 temporadas verano/invierno) |
| Buenos Aires       | Aeropuerto Internacional Ministro Pistarini             | Aerolíneas Argentinas / Flybondi / JetSMART Argentina                        | A332 / B738 / A320 /A320neo / A321neo            | 42 (50-75 temporadas verano/invierno)   |
| Córdoba            | Aeropuerto Internacional Ingeniero Ambrosio Taravella   | Aerolíneas Argentinas / Flybondi                                             | B738 / B738                                      | 14                                      |
| El Calafate        | Aeropuerto Internacional Comandante Armando Tola        | Aerolíneas Argentinas                                                        | B738                                             | 7 (Temporada de verano)                 |
| Mar del Plata      | Aeropuerto Internacional Astor Piazzolla                | LADE (Vía BHI)                                                               | F28                                              | 1                                       |
| Mendoza            | Aeropuerto Internacional Gobernador Francisco Gabrielli | Aerolíneas Argentinas / JetSMART Argentina                                   | B738 / A320                                      | 6                                       |
| Rosario            | Aeropuerto Internacional Rosario Islas Malvinas         | Aerolíneas Argentinas                                                        | B738                                             | 14                                      |

### Destinos internacionales
| Destinos regulares                        | Nombre del aeropuerto                           | Aerolíneas                                                    | Aeronaves                                  | Frecuencias                           |
| ----------------------------------------- | ----------------------------------------------- | ------------------------------------------------------------- | ------------------------------------------ | ------------------------------------- |
| Brasil                                    |                                                 |                                                               |                                            |                                       |
| Belo Horizonte                            | Aeropuerto Internacional Tancredo Neves         | Azul Linhas Aereas Brasileiras                                | A320N                                      | 2 (Estacional Temporada de invierno)  |
| Campinas                                  | Aeropuerto Internacional de Campinas            | Azul Linhas Aereas Brasileiras                                | A320N                                      | 5 (Estacional Temporada de invierno)  |
| Porto Alegre                              | Aeropuerto Internacional Salgado Filho          | Azul Linhas Aéreas Brasileiras                                | A320N                                      | 1 (Estacional Temporada de invierno)  |
| São Paulo                                 | Aeropuerto Internacional de São Paulo-Guarulhos | Aerolíneas Argentinas / Gol Transportes Aéreos / LATAM Brasil | B38M / B38M / A320, A321, A320neo, A321neo | 17 (Estacional Temporada de invierno) |
| Chile                                     |                                                 |                                                               |                                            |                                       |
| Santiago de Chile                         | Aeropuerto Internacional Arturo Merino Benítez  | Sky Airline                                                   | A320N                                      | 7 (Estacional)                        |
| Total: 5 destinos, 2 países, 5 aerolíneas |                                                 |                                                               |                                            |                                       |

### Aerolíneas y destinos que dejaron de operar

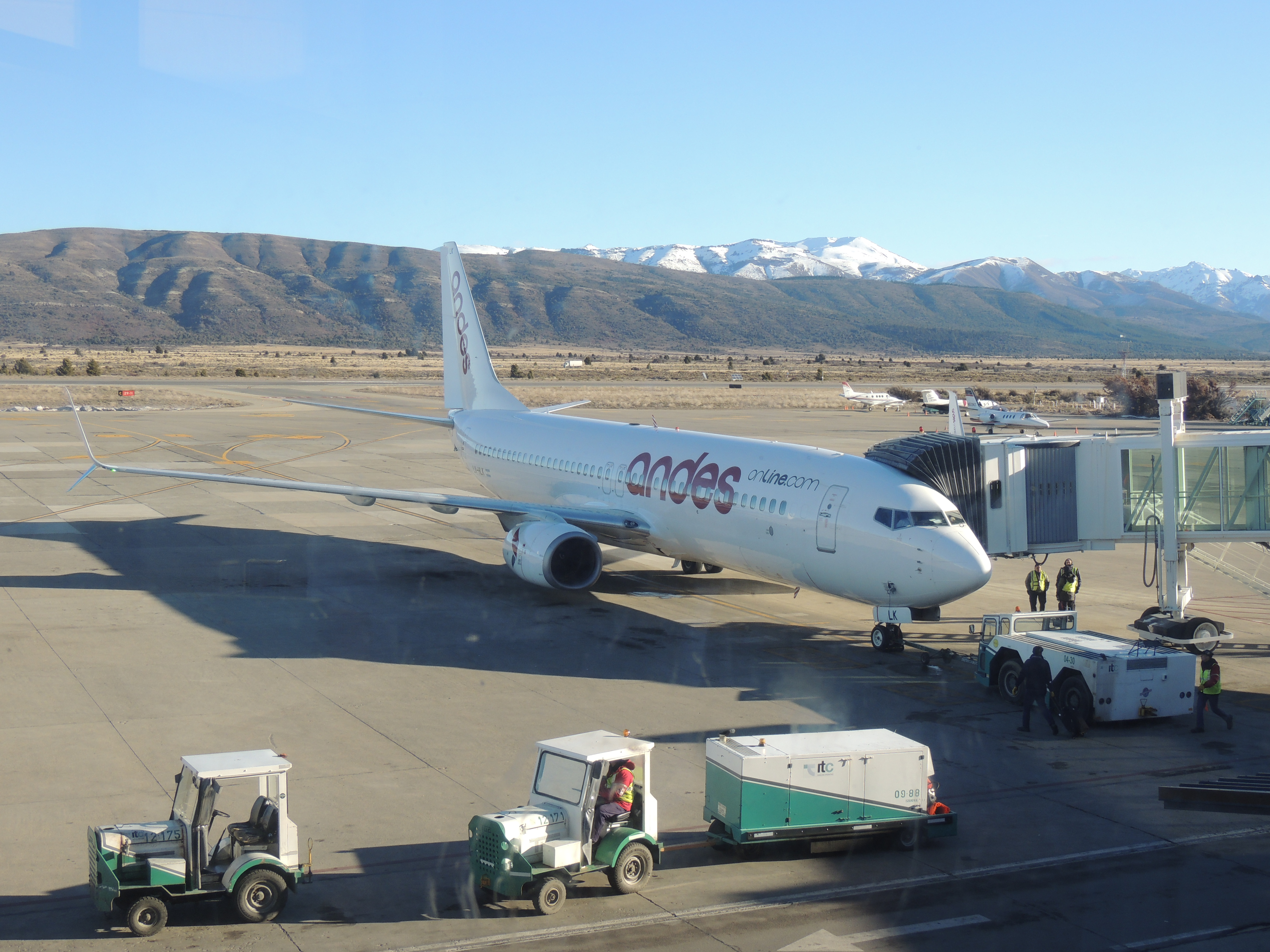
737-800 de Andes Líneas Aéreas.

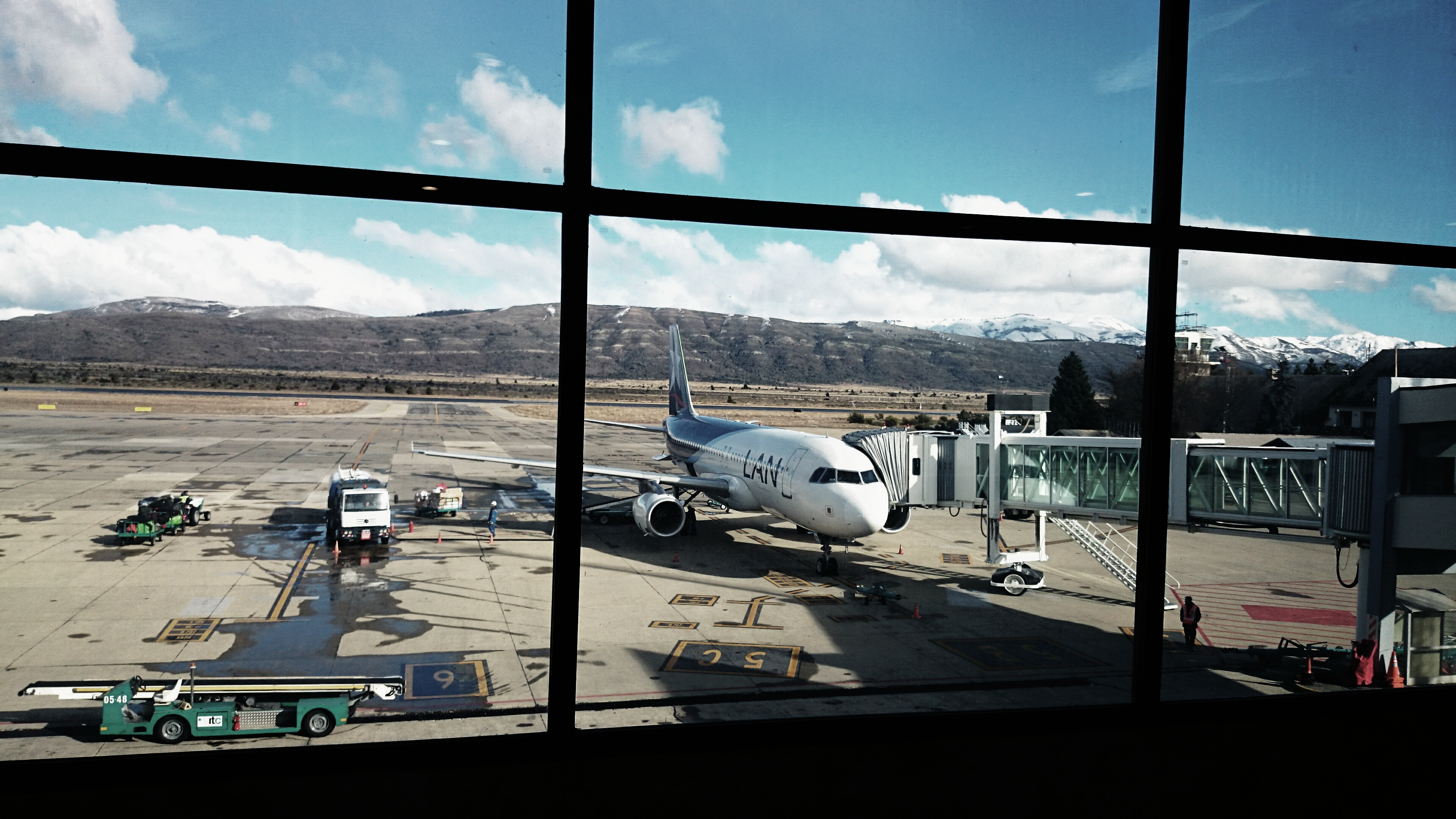
A320-200 de LATAM Argentina.

- Aerolíneas Argentinas: (San Martín de los Andes, Trelew)
- Austral Líneas Aéreas: (Bahía Blanca, Viedma)
- Andes Líneas Aéreas: (Buenos Aires-Aeroparque)
- American Falcon
- Dinar Líneas Aéreas: (Buenos Aires)
- Flybondi: (Buenos Aires-El Palomar, Mendoza)
- JetSMART Argentina: (Buenos Aires-El Palomar)
- Líneas Aéreas del Estado: (Trelew, Esquel, Cutral Co, General Roca, Zapala)
- Líneas Aéreas Privadas Argentinas: (Buenos Aires, Córdoba y Mendoza)
- Sol Líneas Aéreas: (Comodoro Rivadavia, Esquel, Río Gallegos, Trelew)
- Southern Winds (Buenos Aires-Aeroparque, Córdoba)
- Transportes Aéreos Neuquén: (Neuquén)
- LATAM Argentina: (Buenos Aires-Aeroparque, Buenos Aires-Ezeiza, Tucumán)
- Lan Airlines: (Puerto Montt)
- TAM Linhas Aéreas: (Campinas, Curitiba, Florianópolis)
- Gol Linhas Aéreas: (Campo Grande, San Pablo)
- PLUNA: (Montevideo)

## Estadísticas

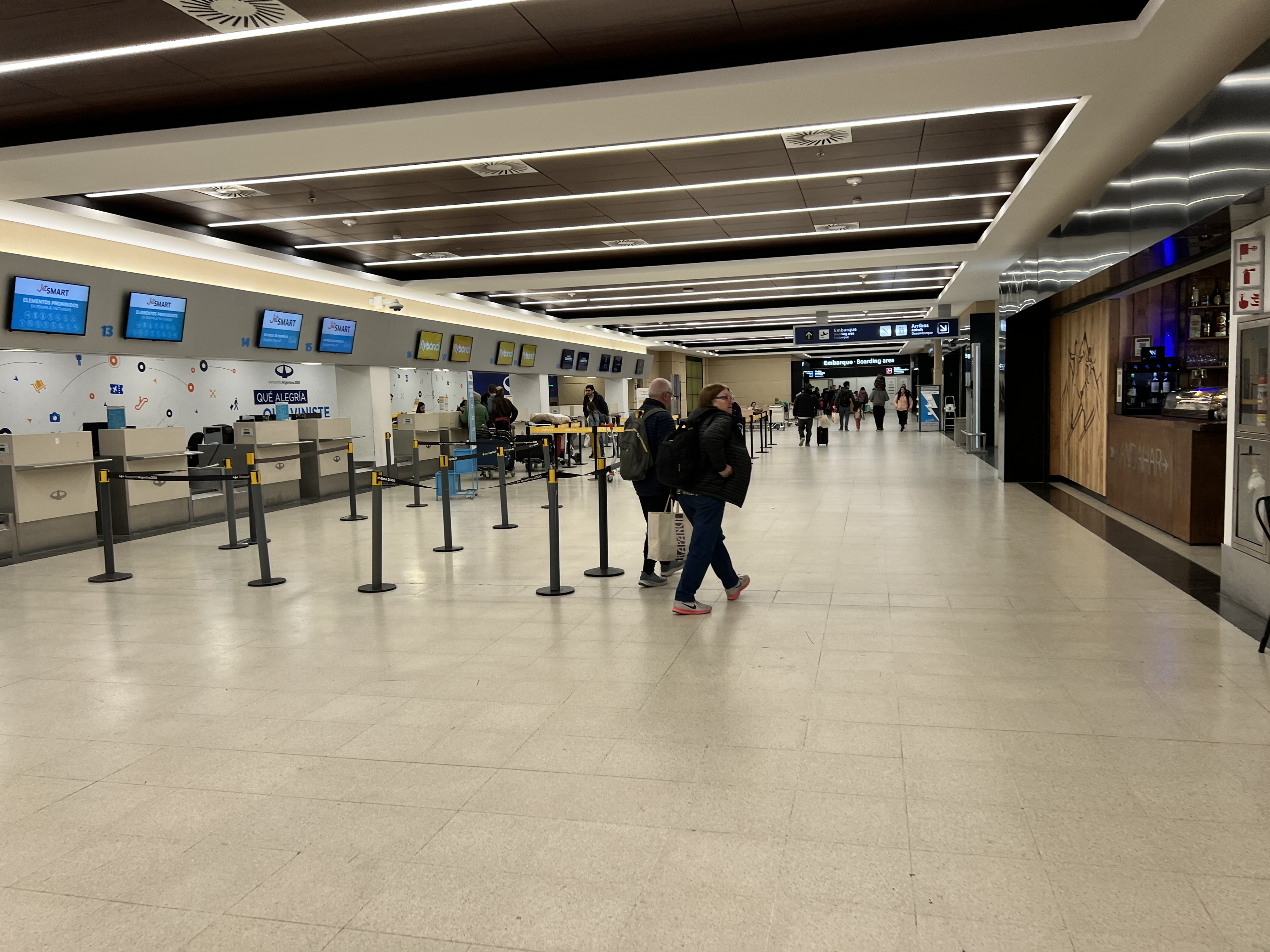
Mostradores de documentación del aeropuerto.

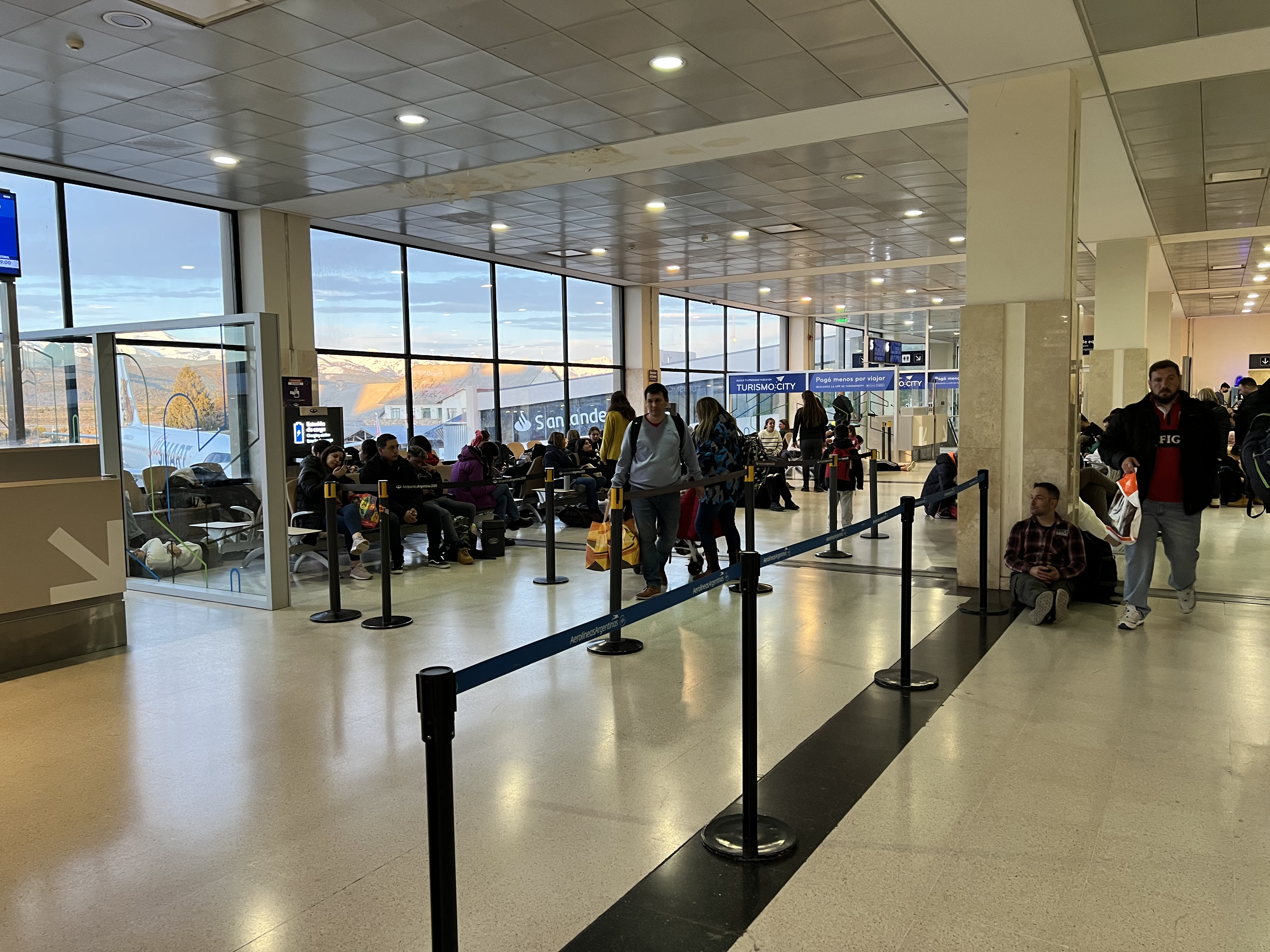
Salas de última espera del aeropuerto.

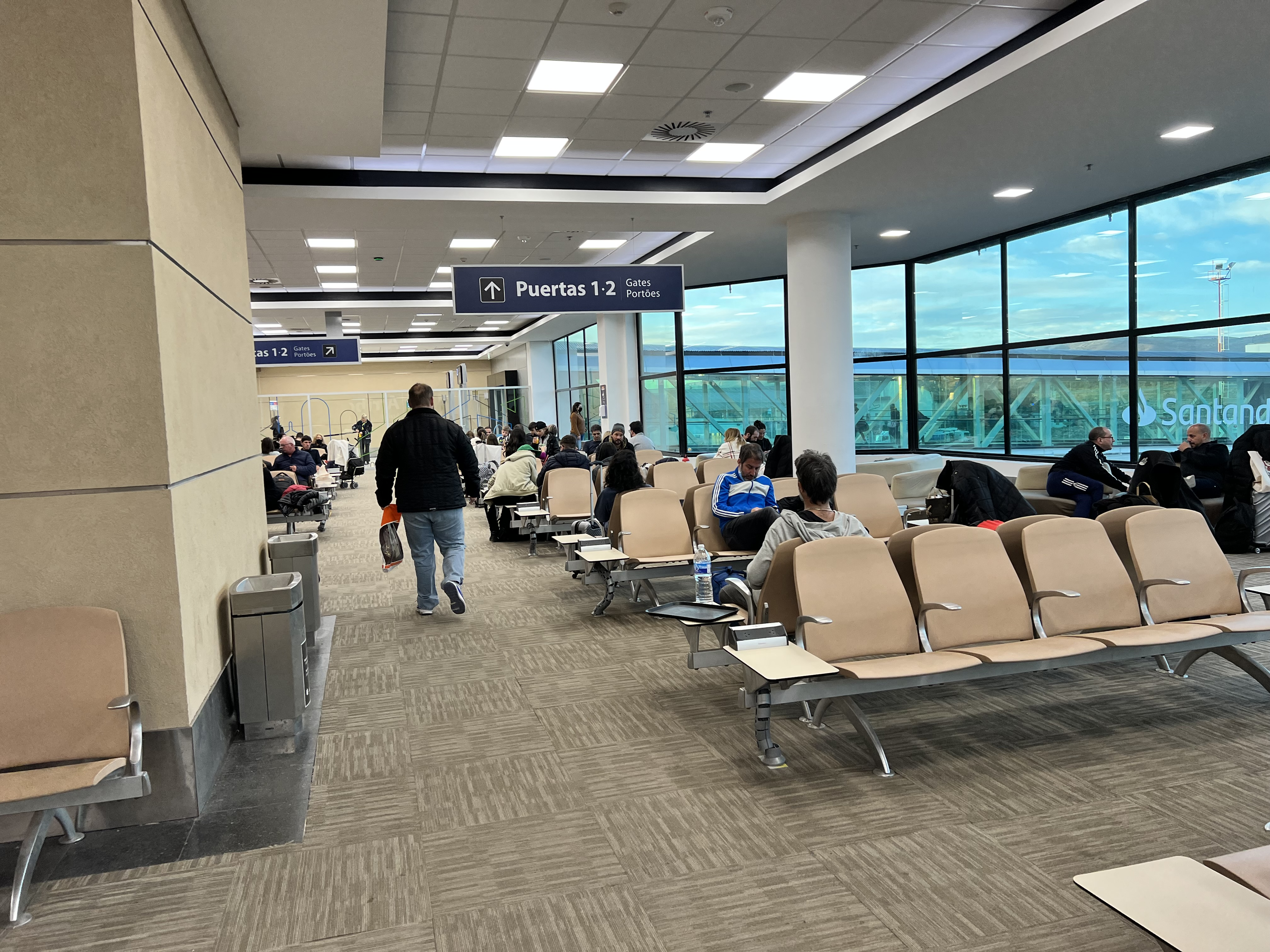
Salas de última espera del aeropuerto.

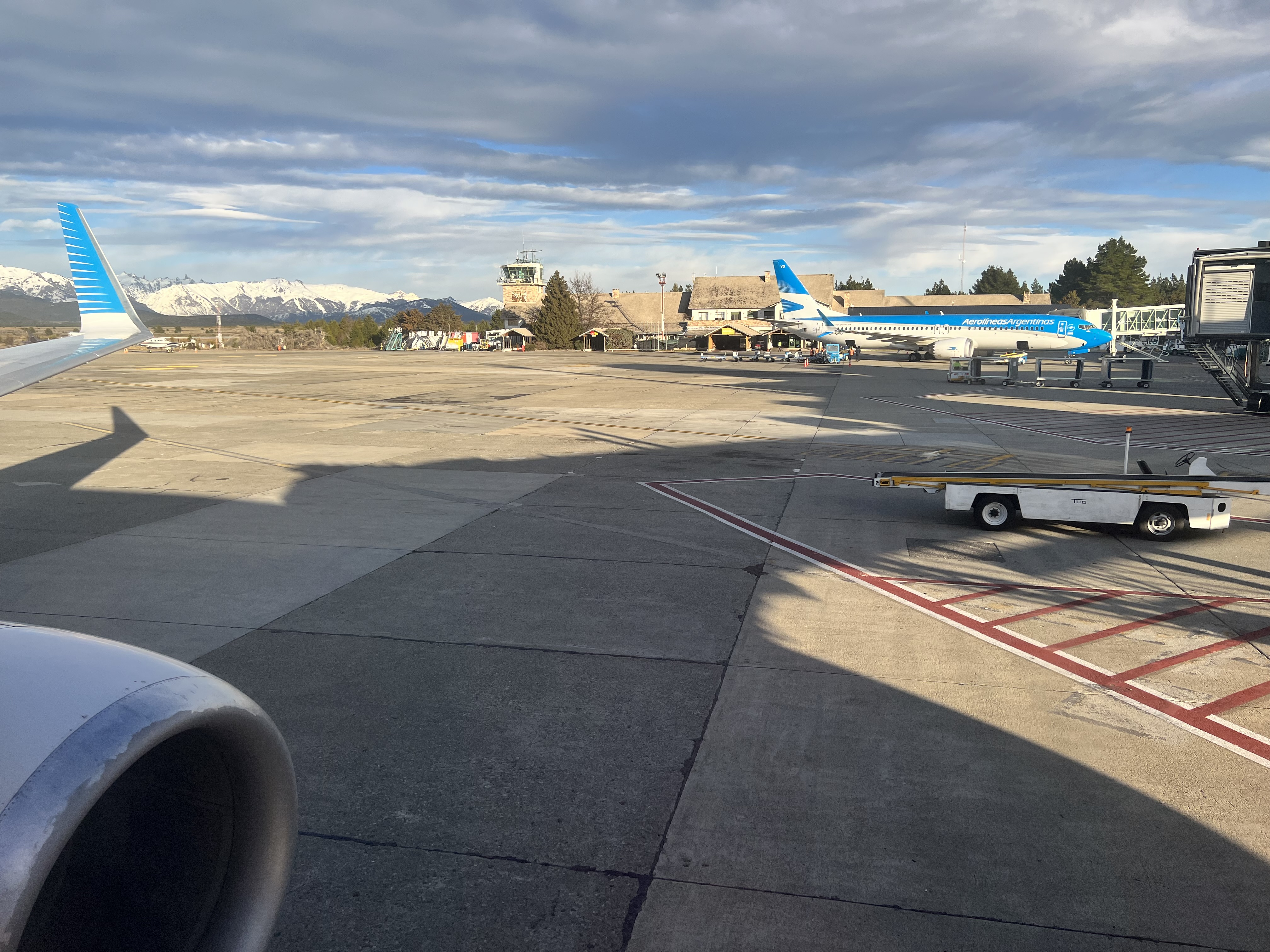
Lado aire del aeropuerto.

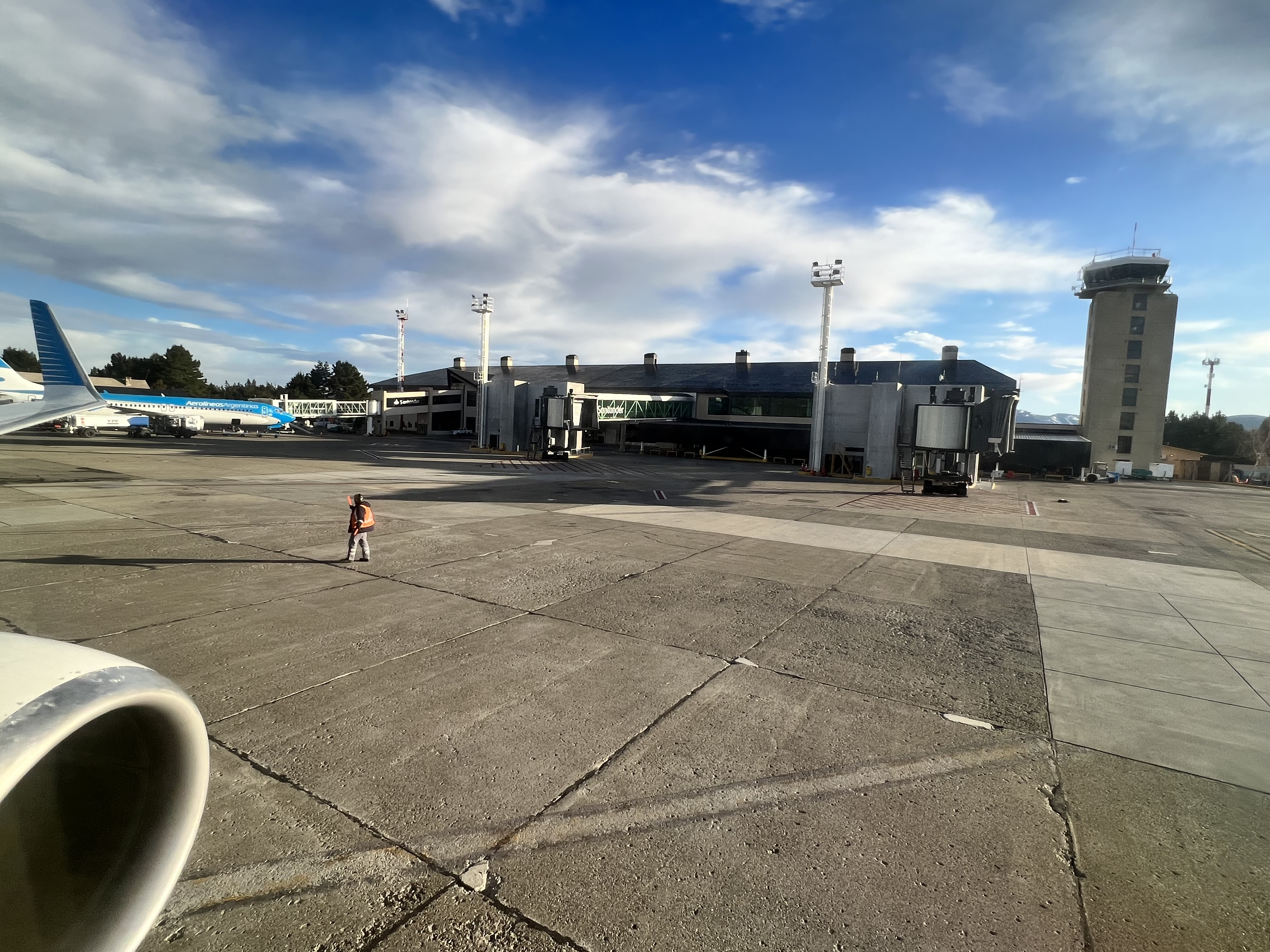
Lado aire del aeropuerto.

Ver fuente y consulta Wikidata.
| \| Año \| Variación \| Total \| Domésticos \| Internacionales \| Tránsitos \| \| ------------ \| --------- \| --------- \| ---------- \| --------------- \| --------- \| \| 2025 ENE-JUN \| 13% \| 1.114.121 \| 1.081.479 \| 32.642 \| - \| \| 2024 \| 7% \| 2.371.000 \| 2.278.000 \| 93.000 \| - \| \| 2023 \| 28% \| 2.560.152 \| 2.497.794 \| 62.358 \| - \| \| 2022 \| 76% \| 1.931.358 \| 1.910.209 \| 21.149 \| - \| \| 2021 \| 135,10% \| 1.112.000 \| 1.112.000 \| - \| - \| \| 2020 \| 74,42% \| 473.000 \| 470.000 \| 3.000 \| - \| \| 2019 \| 18,51% \| 1.848.933 \| 1.810.601 \| 38.332 \| - \| \| 2018 \| 19,27% \| 1.560.123 \| 1.526.385 \| 33.738 \| - \| \| 2017 \| 10,18% \| 1.308.001 \| 1.298.490 \| 9.511 \| - \| \| 2016 \| 14,29% \| 1.187.147 \| 1.168.042 \| 548 \| 18.557 \| \| 2015 \| 13,03% \| 1.038.651 \| 1.024.115 \| 1.852 \| 12.684 \| \| 2014 \| 10,07% \| 918.905 \| 902.438 \| 4.622 \| 11.845 \| \| 2013 \| 31,16% \| 834.765 \| 801.831 \| 16.087 \| 16.847 \| \| 2012 \| 110,85% \| 636.446 \| 603.365 \| 18.045 \| 15.036 \| \| 2011 \| 63,72% \| 301.838 \| 281.047 \| 3.944 \| 16.847 \| \| 2010 \| 11,14% \| 831.792 \| 740.790 \| 51.192 \| 39.810 \| \| 2009 \| 6,72% \| 748.400 \| 674.504 \| 29.095 \| 44.871 \| \| 2008 \| 3,15% \| 701.244 \| 598.644 \| 71.114 \| 31.486 \| \| 2007 \| 7,07% \| 724.010 \| 612.000 \| 75.863 \| 36.147 \| \| 2006 \| 4,26% \| 676.197 \| 570.593 \| 73.452 \| 32.152 \| \| 2005 \| 10,93% \| 648.529 \| 546.178 \| 63.879 \| 38.512 \| \| 2004 \| 16,20% \| 584.589 \| 477.239 \| 52.662 \| 54.688 \| \| 2003 \| 23,98% \| 503.068 \| 426.354 \| 37.783 \| 38.931 \| \| 2002 \| 8,74% \| 405.753 \| 378.047 \| 13.028 \| 14.678 \| \| 2001 \| N/D \| 373.134 \| 355.449 \| 6.086 \| 11.599 \| |           |           |            |                 |           |
| Año | Variación | Total     | Domésticos | Internacionales | Tránsitos |
| 2025 ENE-JUN | 13%       | 1.114.121 | 1.081.479  | 32.642          | -         |
| 2024 | 7%        | 2.371.000 | 2.278.000  | 93.000          | -         |
| 2023 | 28%       | 2.560.152 | 2.497.794  | 62.358          | -         |
| 2022 | 76%       | 1.931.358 | 1.910.209  | 21.149          | -         |
| 2021 | 135,10%   | 1.112.000 | 1.112.000  | -               | -         |
| 2020 | 74,42%    | 473.000   | 470.000    | 3.000           | -         |
| 2019 | 18,51%    | 1.848.933 | 1.810.601  | 38.332          | -         |
| 2018 | 19,27%    | 1.560.123 | 1.526.385  | 33.738          | -         |
| 2017 | 10,18%    | 1.308.001 | 1.298.490  | 9.511           | -         |
| 2016 | 14,29%    | 1.187.147 | 1.168.042  | 548             | 18.557    |
| 2015 | 13,03%    | 1.038.651 | 1.024.115  | 1.852           | 12.684    |
| 2014 | 10,07%    | 918.905   | 902.438    | 4.622           | 11.845    |
| 2013 | 31,16%    | 834.765   | 801.831    | 16.087          | 16.847    |
| 2012 | 110,85%   | 636.446   | 603.365    | 18.045          | 15.036    |
| 2011 | 63,72%    | 301.838   | 281.047    | 3.944           | 16.847    |
| 2010 | 11,14%    | 831.792   | 740.790    | 51.192          | 39.810    |
| 2009 | 6,72%     | 748.400   | 674.504    | 29.095          | 44.871    |
| 2008 | 3,15%     | 701.244   | 598.644    | 71.114          | 31.486    |
| 2007 | 7,07%     | 724.010   | 612.000    | 75.863          | 36.147    |
| 2006 | 4,26%     | 676.197   | 570.593    | 73.452          | 32.152    |
| 2005 | 10,93%    | 648.529   | 546.178    | 63.879          | 38.512    |
| 2004 | 16,20%    | 584.589   | 477.239    | 52.662          | 54.688    |
| 2003 | 23,98%    | 503.068   | 426.354    | 37.783          | 38.931    |
| 2002 | 8,74%     | 405.753   | 378.047    | 13.028          | 14.678    |
| 2001 | N/D       | 373.134   | 355.449    | 6.086           | 11.599    |

| Ranking | Ciudad                               | Pasajeros (2017) | Pasajeros (2018) | Pasajeros (2019) | Variación | Aerolíneas                                                                                              |
| ------- | ------------------------------------ | ---------------- | ---------------- | ---------------- | --------- | --- |
| 1       | Buenos Aires (Aeroparque), Argentina | 920.391          | 1.053.244        | 1.059.253        | +0,57     | Aerolíneas Argentinas, Andes Líneas Aéreas, Austral Líneas Aéreas, LATAM Argentina, Norwegian Argentina |
| 2       | El Palomar, Argentina                | N/D              | 109.800          | 271.006          | +146,82   | FlyBondi, JetSmart AR                                                                                   |
| 3       | Buenos Aires (Ezeiza), Argentina     | 102.293          | 129.779          | 218.779          | +68,58    | Aerolíneas Argentinas, LATAM Argentina                                                                  |
| 4       | Córdoba, Argentina                   | 44.878           | 88.520           | 128.785          | +45,49    | Aerolíneas Argentinas, Andes (chárter), Austral Líneas Aéreas, Flybondi, JetSmart AR                    |
| 5       | El Calafate, Argentina               | 36.673           | 42.996           | 48.643           | +13,13    | Aerolíneas Argentinas                                                                                   |
| 6       | Rosario, Argentina                   | 36.390           | 40.238           | 34.420           | -14,46    | Austral Líneas Aéreas, Andes (Chárter)                                                                  |
| 7       | Mendoza, Argentina                   | 2.226            | 22.310           | 25.245           | +13,16    | FlyBondi, JetSmart AR                                                                                   |
| 8       | São Paulo (Guarulhos), Brasil        | 6.562            | 17.636           | 22.029           | +24,91    | LATAM Brasil, GOL                                                                                       |
| 9       | Campinas, Brasil                     | 2010             | 8.052            | 16.073           | +99,62    | Azul |
| 10      | San Miguel de Tucumán, Argentina     | N/D              | 8.776            | 12.630           | +43,92    | LATAM Argentina                                                                                         |
| 11      | Mar del Plata, Argentina             | 3.931            | 4.312            | 323              | N/D       | Andes Líneas Aéreas (Chárter)                                                                           |
| 12      | Santa Fe, Argentina                  | 467              | 4.661            | 164              | N/D       | Andes Líneas Aéreas (Chárter)                                                                           |
| 13      | Bahía Blanca, Argentina              | 3.677            | 7.665            | N/D              | N/D       | Austral Líneas Aéreas                                                                                   |
| 14      | Santiago de Chile, Chile             | 142              | 6.628            | N/D              | N/D       | LATAM Chile                                                                                             |
| 15      | Resistencia, Argentina               | 5.361            | 3.900            | N/D              | N/D       | Andes Líneas Aéreas (Chárter)                                                                           |
| 16      | Viedma, Argentina                    | 13.126           | 164              | N/D              | N/D       | Austral Líneas Aéreas                                                                                   |

### Cuota de mercado
| Ranking | Aerolíneas              | Pasajeros | Share  |
| ------- | ----------------------- | --------- | ------ |
| 1       | Aerolíneas Argentinas   | 789.036   | 42,60% |
| 2       | LATAM Argentina/Brasil  | 512.264   | 27,60% |
| 3       | Flybondi                | 272.165   | 14,70% |
| 4       | Norwegian Air Argentina | 111.105   | 6,00%  |
| 5       | JetSMART Argentina      | 105.525   | 5,70%  |
| 6       | Andes Líneas Aéreas     | 38.486    | 2,10%  |
| 7       | AZUL                    | 16.740    | 0,90%  |
| 8       | GOL                     | 2.961     | 0,20%  |